# Witanolidy
Witanolidy – steroidowe laktony występujące w roślinach, odznaczające się dużą aktywnością biologiczną; m.in. działanie cytostatyczne, przeciwbakteryjne, przeciwnowotworowe. Występują np. w korzeniach i częściach zielonych subtropikalnej rośliny Withania somnifera (psiankowate).